# آندریاس لامبرتز
آندریاس لامبرتز (انگلیسی: Andreas Lambertz؛ زادهٔ ۱۵ اکتبر ۱۹۸۴) بازیکن فوتبال اهل آلمان است.
از باشگاه‌هایی که در آن بازی کرده‌است می‌توان به باشگاه فوتبال فورتونا دوسلدورف و باشگاه فوتبال دینامو درسدن اشاره کرد.